# Enna riotopo
Espèce
Enna riotopo est une espèce d'araignées aranéomorphes de la famille des Trechaleidae.

## Distribution
Cette espèce est endémique de la province de Tungurahua en Équateur,.

## Description
La carapace du mâle holotype mesure 2,32 mm de long sur 2,00 mm de large et celle de la femelle paratype mesure 2,24 mm de long sur 2,00 mm de large.

## Étymologie
Son nom d'espèce lui a été donné en référence au lieu de sa découverte, le río Topo.

## Publication originale
- Silva, Lise & Carico, 2008 : Revision of the Neotropical spider genus Enna (Araneae, Lycosoidea, Trechaleidae). Journal of Arachnology, vol. 36, p. 76-110 (texte intégral).